# Neotis denhami
La avutarda cafre (Neotis denhami) es una especie de ave otidiforme de la familia Otidae que habita en el África subsahariana. Es una especie que vive en espacios abiertos, entre los que se incluyen las sabanas, herbazales, planicies inundables y campos de cultivo. Es un ave principalmente sedentaria, aunque algunas poblaciones del interior se desplazan a altitudes más bajas en invierno. Su nombre científico conmemora al explorador inglés Dixon Denham.

## Descripción

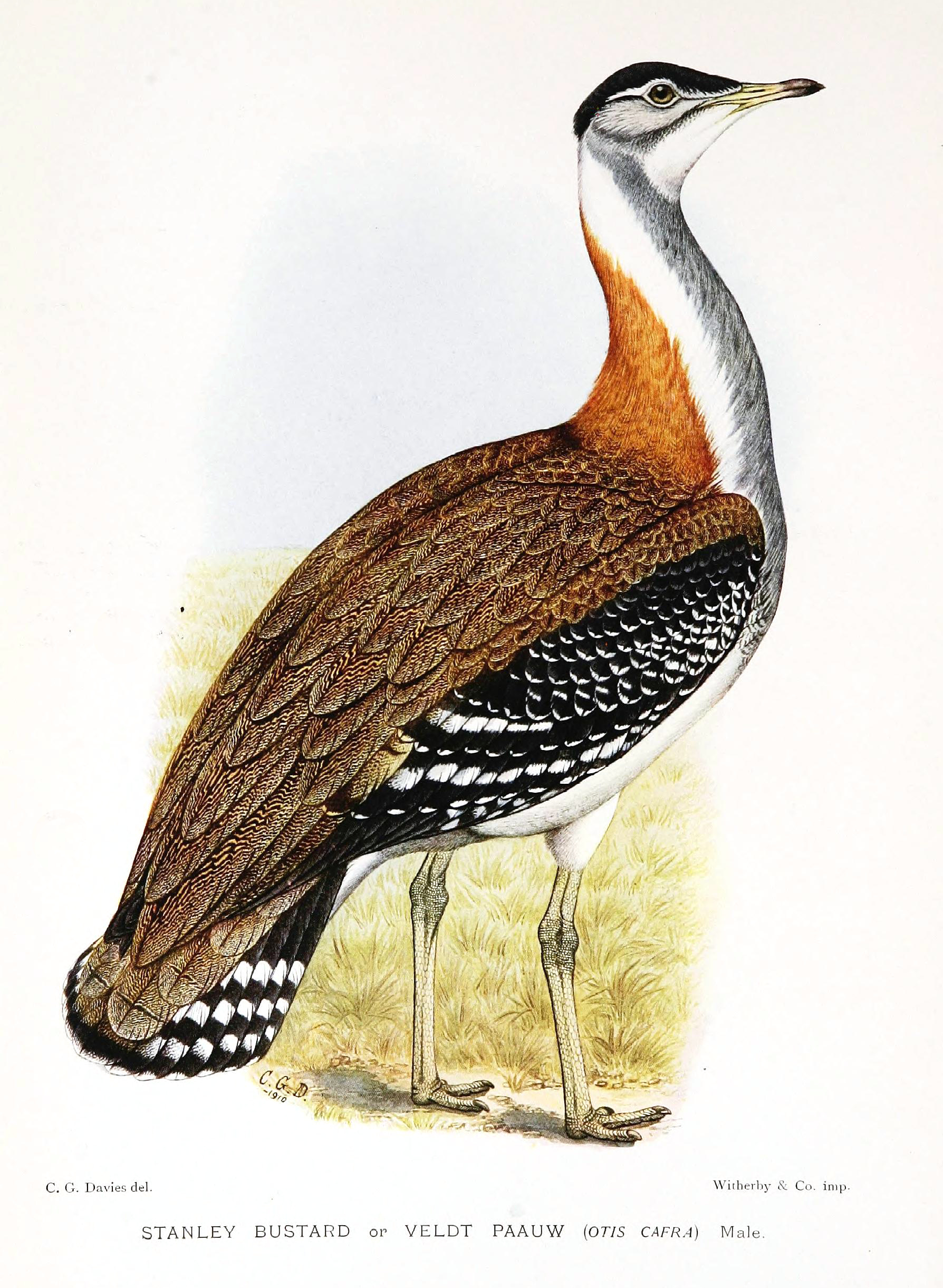

La avutarda cafre es la especie de mayor tamaño del género Neotis, aunque es más pequeña que los miembros de Ardeotis. Los machos pesan entre 9 y 10 kg y miden entre 100 y 116 cm, mientras que las hembras son mucho más pequeñas, con peso de entre 3 y 4 kg y miden entre 80 y 87 cm. Su espalda es parda, de color más oscuro y más uniforme en el macho, y las partes inferiores son blancas. Su cuello es de color gris pálido en la parte frontal y anaranjado en la parte posterior. Su píleo es gris con bordes negros, y una línea negra que atraviesa los ojos y una lista superciliar blanca. Sus alas están veteadas en pardo, blanco y negro, con más blanco en los machos que en las hembras y juveniles. Sus largas patas son de color amarillo claro y su pico es de color crema claro.
Los machos hinchan su garganta en la parada nupcial mostrando una especie de globos con plumas blancas.

## Distribución y hábitat
Existen tres subespecies de avutarda cafre, todas ellas con áreas de distribución separadas. N. d. denhami se encuentra en el suroeste de Mauritania, Senegal y Gambia hasta el este en Uganda y Etiopía. N. d. jacksoni se encuentra en Kenia, Tanzania y se extiende al sur hasta Zambia, Botsuana y Zimbabue, con poblaciones en Angola, y la República Democrática del Congo. N. d. stanleyi ocupa Sudáfrica y Suazilandia. La avutarda cafre se encuentra en hábitats herbáceos, principalmente en la sabana y aparece en cualquier altitud hasta los 3000 m. Habita un considerable abanico de hábitats secundarios como zonas arbustivas, arboledas claras, praderas de fynbos, campos de cultivo, humedales secos y planicies áridas.

## Comportamiento
La avutarda cafre generalmente se encuentra en solitario fuera de la época de cría, aunque se congrega temporalmente en bandadas allí donde se concentra el alimento o en desplazamientos migratorios. Los desplazamientos migratorios se producen generalmente en busca de fuentes de alimento y sigue al paso de la lluvia. Esta especie es omnívora, y se alimenta de un gran espectro de alimentos como insectos, pequeñas serpientes, roedores, pollos de otras aves y varias plantas. A veces sigue a los ungulados para atrapar los escarabajos peloteros atraídos por sus excrementos.
Como todas las avutardas el macho de esta especie realiza una exhibición de cortejo para llamar la atención de las hembras en lugares denominados lek. Durante su exhibición el macho alza la cabeza, hincha el pecho y despliega las plumas de la cola para parecer mayores, emitiendo sonidos mientras se pavonea. La temporada de cría sucede en varios periodos del año, siendo especialmente indefinida en el este de África. Suele sucederse tras las lluvias. El nido consiste en un hueco poco profundo xscavado en el suelo donde la hembra pone uno o dos huevos que luego empolla y cría sola.

## Estado de conservación
Ha sufrido un descenso de población en la mayor parte de su área de distribución. En países como Sudáfrica, Kenia y Nigeria el descenso de población ha sido considerable. La caza es la principal causa del declive en el Sahel y África occidental, pero en el este y el sur de África la conversión de los herbazales en tierras de cultivo es su mayor amenaza. En algunas zonas también están amenazadas por la conversión de herbazales en bosques de explotación comercial maderera.